# Нагадацька сільська рада
Нагада́цька сільська рада (рос. Нагадакский сельский совет) — муніципальне утворення у складі Аургазинського району Башкортостану, Росія. Адміністративний центр — присілок Татарський Нагадак.

## Населення
Населення — 1340 осіб (2019, 1661 в 2010, 1768 в 2002).

## Склад
До складу поселення входять такі населені пункти:
| Населений пункт              | Населення, осіб (2002) | Населення, осіб (2010) |
| ---------------------------- | ---------------------- | ---------------------- |
| Верхні Леканди, присілок     | 82                     | 72                     |
| Мала Івановка, присілок      | 19                     | 12                     |
| Нагадак, присілок            | 15                     | 14                     |
| Нижні Леканди, присілок      | 249                    | 234                    |
| Сулейманово, присілок        | 47                     | 34                     |
| Татарський Нагадак, присілок | 462                    | 451                    |
| Усть-Белішево, присілок      | 55                     | 57                     |
| Утеймуллино, присілок        | 389                    | 379                    |
| Чуваський Нагадак, присілок  | 450                    | 408                    |